# 香港仔遊艇會

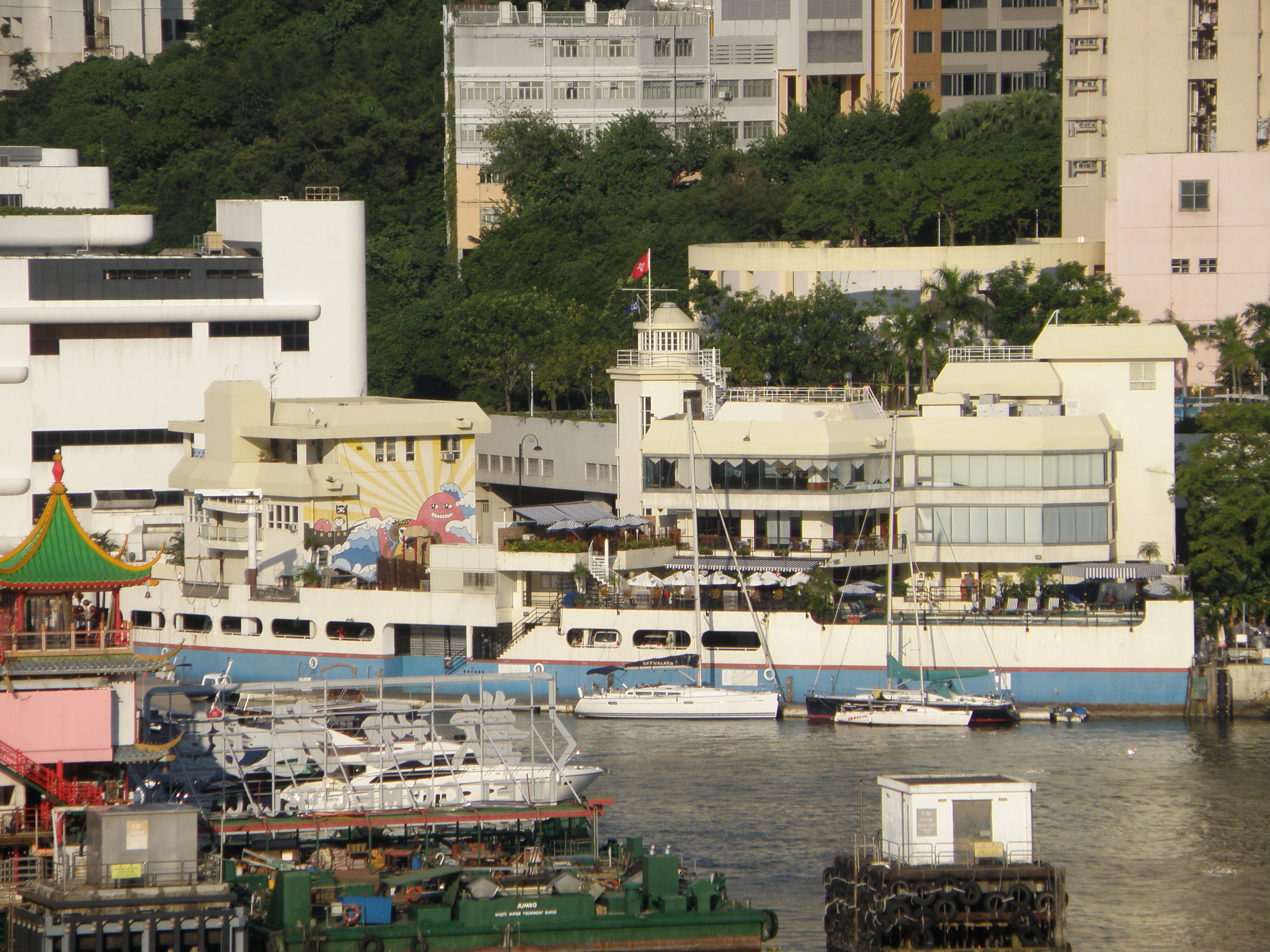
香港仔遊艇會西面

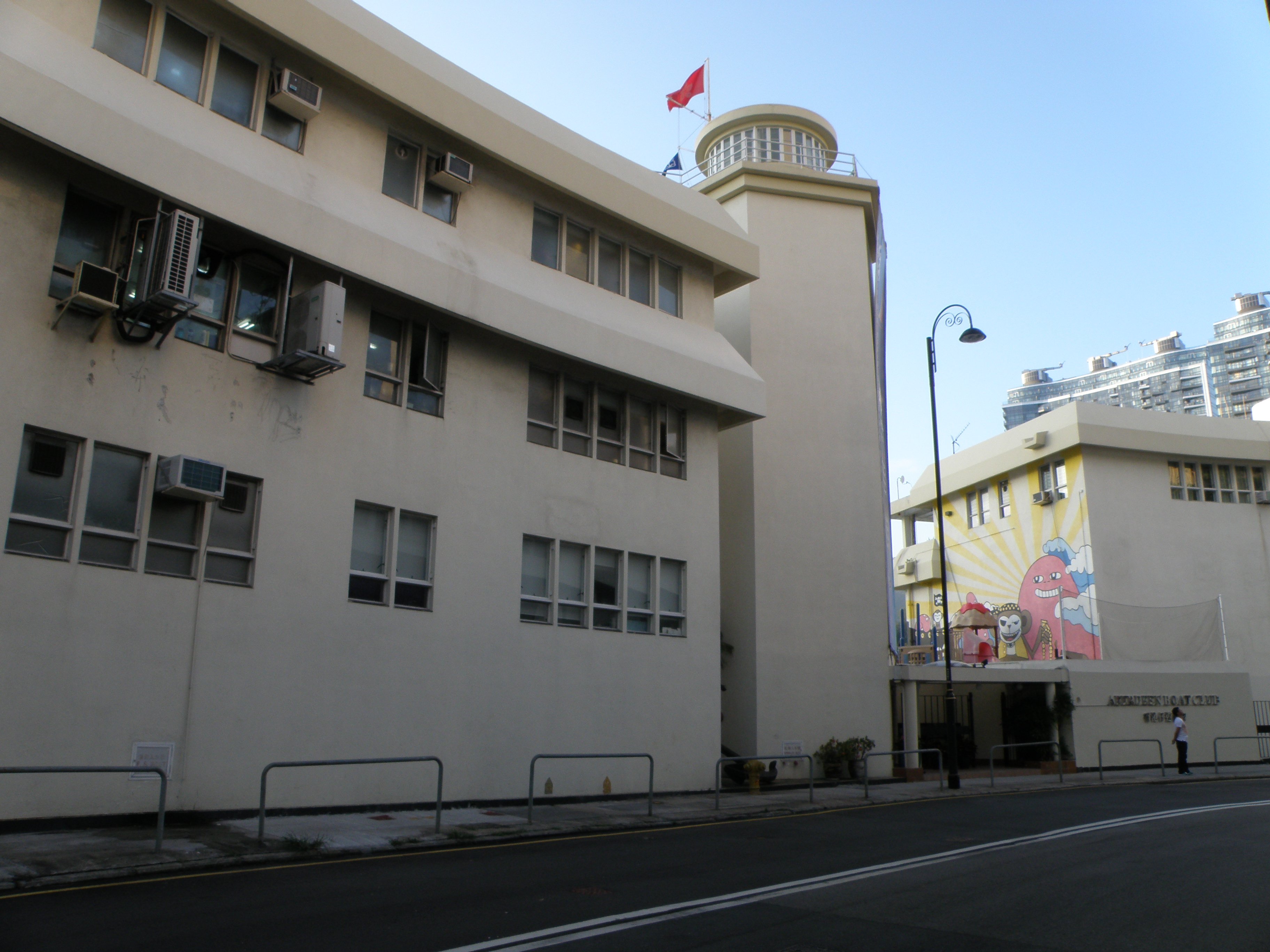
香港仔遊艇會東面

香港仔遊艇會（Aberdeen Boat Club，簡稱ABC）是位於香港南區深灣的遊艇會。遊艇會有大範圍的遊艇設備，訖今現有900名成員。屬會船隻會於船頭掛上旗幟。

## 鄰近遊艇會
- 深灣遊艇俱樂部